# 마다가스카의 펭귄 (영화)
《마다가스카의 펭귄》(영어: Penguins of Madagascar)은 2014년 공개된 미국의 애니메이션 영화로, 《마다가스카 시리즈》의 네번째 작품이자 《마다가스카 3: 이번엔 서커스다!》의 속편이다.

## 줄거리
남극에서 펭귄 병아리 스키퍼, 리코, 코왈스키는 그들의 군집에서 알이 굴러가는 것을 보고 버려진 포경선에서 얼룩무늬물범으로부터 알을 구출하여 빙산에 실려 남극에서 멀리 떠내려간다. 알이 부화하자 셋은 병아리를 그들의 형제 프라이빗으로 입양한다.
10년 후, 서커스 자라고사는 켄터키주에서 미국 투어를 계속하고 있다. 펭귄들은 프라이빗이 의미 있고 가치 있는 팀원으로 인정받기를 바라는데도 불구하고, 자판기에서 치즈 디블스를 얻기 위해 포트 녹스에 침입하여 프라이빗의 생일을 축하하기 위해 일시적으로 서커스 자라고사를 떠난다. 펭귄들은 납치되어 베네치아의 잠수함으로 끌려가 센트럴 파크 동물원의 한때 명물이었던 문어 데이브를 만난다. 데이브는 펭귄들이 도착하면서 그를 능가하자 복수심에 불타게 된다. 전 세계의 수많은 동물원과 수족관을 오가며 매번 펭귄들에게 밀려난 데이브는 인간 과학자 옥타비우스 브라인 박사로 위장하여 복수를 실행한다. 펭귄들이 탈출하기 전에 리코는 데이브가 전출되었던 모든 동물원과 수족관의 스노 글로브 컬렉션과 그의 화학 물질인 메두사 혈청이 담긴 유리병을 삼킨다.
데이브의 문어 부하들에게 쫓겨 베네치아를 탈출하던 펭귄들은 노스 윈드의 구조를 받는다. 노스 윈드는 유라시아늑대 지도자(스키퍼는 그를 "클래시파이드"라고 부른다)로 이름이 기밀인, 북극곰 코퍼럴, 하프물범 폭파 전문가 쇼트 퓨즈, 그리고 흰올빼미 정보 분석가 에바으로 구성된 종간 정보 기관이다. 펭귄들이 노스 윈드에게 메두사 혈청을 보여준 후, 데이브는 노스 윈드의 컴퓨터를 해킹하여 펭귄들이 훔친 것이 메두사 혈청의 샘플일 뿐임을 밝힌다. 그는 실제로 자신이 만든 모든 메두사 혈청의 거대한 병을 가지고 있다. 통화가 끝난 후, 노스 윈드는 데이브가 전 세계의 사로잡힌 펭귄들을 납치하고 있다는 경보를 받는다. 스키퍼의 팀을 임무에 방해가 된다고 판단한 클래시파이드는 그들에게 마취제를 투여하고 마다가스카르의 노스 윈드 안전 가옥으로 향하는 비행기에 태운다.
펭귄들은 비행기에서 탈출하여 데이브의 스노 글로브를 사용하여 데이브가 쫓겨났던 모든 동물원과 수족관을 표적으로 삼는다는 것을 깨닫고, 다음 목표는 상하이 동물원임을 알게 된다. 펭귄들은 데이브를 막기 위한 계획을 세우고, 프라이빗은 마지못해 미끼가 되기로 동의한다. 그들은 노스 윈드가 나타나는 순간 데이브를 공룡 해골로 가두는 데 성공한다. 데이브는 배수구를 통해 탈출하여 상하이 펭귄들과 프라이빗을 납치한다. 스키퍼, 리코, 코왈스키는 노스 윈드의 제트기를 납치하여 그를 추격한다. 데이브의 은신처에서 프라이빗은 데이브가 메두사 혈청을 사용하여 펭귄들을 대중이 증오하고 박멸할 생각 없는 기형적인 괴물로 만들 계획임을 알게 된다.
데이브의 은신처에 도착하자 펭귄들과 노스 윈드는 잠수함 침투 계획을 두고 충돌하지만, 스키퍼는 결국 노스 윈드의 계획에 동의한다. 펭귄들은 문어 경비원들의 주의를 끄는 동안 노스 윈드는 잠입하지만, 두 팀 모두 붙잡힌다. 데이브는 프라이빗에게 메두사 혈청을 시험하지만, 프라이빗은 이전에 삼켰던 종이 클립을 사용하여 탈출하고, 그곳에 있던 모든 사람들은 프라이빗이 증발했다고 믿는다. 프라이빗은 노스 윈드를 찾아 풀어주지만, 그들은 장비 없이는 돕기를 거부하고, 프라이빗은 혼자 간다.
브라인 박사로서 데이브는 변이된 펭귄들을 뉴욕에 풀어놓는다. 프라이빗은 데이브의 광선을 얻고, 스키퍼, 리코, 코왈스키를 찾아 그들의 정신을 회복시킨다. 펭귄들과 노스 윈드가 데이브와 그의 부하들과 싸우는 동안, 프라이빗은 자신을 데이브의 광선에 넣어 자신의 귀여움의 힘을 사용하여 다른 펭귄들을 원래대로 되돌린다. 이로 인해 프라이빗은 변이되고, 데이브는 작아져서 자신의 스노 글로브 중 하나에 갇힌다. 프라이빗은 노스 윈드의 승인을 받아 팀의 유능한 일원으로서 자신의 자리를 얻고, 노스 윈드는 펭귄들에게 제트팩을 준다.
미드크레딧 장면에서 펭귄들은 서커스 자라고사로 돌아와 데이브의 기계로 프라이빗을 원래대로 되돌린다.